# 渇愛 (小説)
『渇愛』（かつあい）は、丹羽文雄の小説。原作は新聞に連載された長編小説で、単行本は1974年に新潮社から出版された。本項目では、同作を原作としたテレビドラマについても記述する。

## 内容
高辻三重は高辻流茶道の家元。親子というよりは姉妹のような仲の一人娘・志紀子と暮らし、夫・九条清成は20年前に蒸発されている。志紀子も大会社の二代目社長・富士野龍作と結婚したものの、一年足らずで離婚して家へ戻ってきた身だった。その清成が北海道に居ることを志紀子から知らされ、名ばかりの妻の座から解放されたいと、清成に会いに北海道へ向かう。一方、そんな高辻家には千葉大学造園研究室に勤める造園家・吉見至が「この家の庭を造ってみたい」と現れ、造園作業に取り掛かる。三重を巡り、男たちの愛と欲、野望が交わり合うなどのその様を描いた物語。 

## テレビドラマ
テレビドラマは、1976年7月1日から同年9月30日までよみうりテレビ（制作）・日本テレビ系列の毎週木曜日21:00〜21:54の枠で放送。全14回。

### キャスト
- 高辻三重：池内淳子
- 高辻志紀子：中田喜子
- 高辻きぬ：近松麗江
- 吉見至：細川俊之
- 吉見寛子：佐藤友美 - 至の妻
- 九条清成：田村高廣
- 九条通成：永井秀和 - 清成の息子
- 富士野龍作：有川博 - 志紀子の元夫、貿易会社の御曹司[2]
- 江山浩一郎：藤堂博 - クラブのギター奏者
- 峯沢啓三：仲谷昇 - 染色工房オーナー[2]
- 樋口信之：中山仁 - 雑誌編集長
- 田原信二：金井大 - 週刊誌のトップ屋
- 仁木：堀内正美 - 志紀子大学時代の親友[2]
- 大道政敏：澤村宗之助 - 右翼の大物の人物
- 藤沢次郎：本郷あきら
- 源さん：中島元
- 月岡篤：金子信雄
- 永井智雄
- ナレーション：来宮良子

### スタッフ
- 原作：丹羽文雄
- 脚本：山田信夫、重森孝子
- 音楽：坂田晃一
- 企画：三熊将照
- プロデューサー：荻野慶人
- 演出：鶴橋康夫
- 制作：よみうりテレビ

### 主題歌
- 『つぶやき』 歌：ソニア・ローザ　（作詞：万里村ゆき子、作曲・編曲：坂田晃一）

### サブタイトル
1. 1976年7月1日 「さわやかな別れ」
2. 1976年7月8日 「さみだれの囁き」
3. 1976年7月15日 「しのびよる夏」
4. 1976年7月22日 「ざわめく庭」
5. 1976年7月29日 「あらそえぬ血」
6. 1976年8月5日 「みちなき旅」
7. 1976年8月12日 「ゆるされぬ恋」
8. 1976年8月19日 「かなしき絆」
9. 1976年8月26日 「たちがたき慕情」
10. 1976年9月2日 「かわいた宴」
11. 1976年9月9日 「くれゆく夏」
12. 1976年9月16日 「さみしい秋」
13. 1976年9月23日 「みつめる孤独」
14. 1976年9月30日 「それぞれの愛」